# Nils Edén
Nils Edén (Piteå, Norrbotten, 25 de agosto de 1871 - 16 de junio de 1945), historiador y político liberal sueco, primer ministro de su país entre el 19 de octubre de 1917 y el 10 de marzo de 1920.
Era hijo de un director de escuelas, y se graduó de la escuela secundaria en Luleå antes de matricularse en la Universidad de Upsala en 1889. Completó su doctorado en 1899 y se convirtió en docente en historia en la Universidad ese mismo año. Era especialista en los Siglos XVI y XVII de la historia sueca, pero publicó también estudios sobre la unión de Suecia y Noruega. Su disertación, "Om centralregeringens organisation under den äldre Vasatiden 1523–1594" ("La organización del gobierno central durante el antiguo período Vasa, 1523-1594, de 1899) fue galardonada con el Premio Geijer.
Nils Edén se transformó en profesor de historia en la Universidad de Upsala en 1899, profesor extraordinario en 1903 y profesor ordinario en 1909. Retuvo su cátedra hasta 1920, cuando se convirtió en gobernador del condado de Estocolmo. Al mismo tiempo, estuvo activo como político liberal, habiendo escrito sobre la candente cuestión de la unión con Noruega tan temprano como en los años de 1890, argumentando entre los estudiantes de Upsala por el sistema de servicio militar compulsivo que fue introducido con la abolición del sistema de asignación en 1901, y por el sufragio universal, un asunto que estaba en su mente y en la retórica política de la época conectado con el del servicio militar obligatorio. 
En 1908 fue elegido miembro de la segunda cámara del Parlamento sueco. Se convirtió en miembro del comité constitucional del Parlamento en 1911. En 1912, cuando el liberal Karl Staaff fue elegido primer ministro, Edén fue nombrado jefe del grupo liberal en la segunda cámara.  Tras la muerte de Staaff en 1915, Edén emergió como el líder de los liberales. Perteneció al ala derecha del liberalismo que se alineó cerradamente a la derecha en temas de defensa y no compartió la visión de muchos liberales sobre la "temperance" y los movimientos por la libertad de las iglesias, cuyo principal representante era Carl Gustaf Ekman. Tras la elección de 1917, que fue un éxito tanto para los social-demócratas como para los liberales, el ofrecimiento para formar gabinete fue realizado primero al liberal-conservador Johan Widén, que fracasó en la creación de una coalición.  Le fue ofrecido entonces a Edén el cargo de primer ministro, y logró formar una coalición con los social-demócratas, dirigidos por Hjalmar Branting, quien pasó a ser ministro de Finanzas. 
El gobierno de Edén finalmente logró obtener una mayoría parlamentaria en torno al sufragio universal. El temor hacia el desarrollo de una revolución en Suecia, bajo la impresión producida por los eventos en Rusia, en la Alemania post-Primera Guerra Mundial y en otros lugares, crearon una presión por una mayor democratización, y mediante una primera votación en el Parlamento, el sufragio universal fue introducido en 1921. 
El gabinete de Edén renunció en 1920, tras haberse encargado de la cuestión del ingreso de Suecia a la Sociedad de Naciones. Edén fue nombrado gobernador del condado de Estocolmo, cargo en el que permaneció hasta 1938, pero continuó como miembro del Parlamento. Sus objeciones contra las políticas prohibicionistas de la mayoría del partido lo llevaron, junto a un tercio de los miembros del grupo liberal en el Parlamento, a dejar el partido y crear uno nuevo en 1923.
| Predecesor: Carl Swartz | Primer ministro de Suecia 1917 – 1920 | Sucesor: Hjalmar Branting |

- Datos: Q53310
- Multimedia: Nils Edén / Q53310